# Circuit de Nevers Magny-Cours
Le circuit de Nevers Magny-Cours est un circuit automobile permanent français situé près du village de Magny-Cours, à 18 km au sud de Nevers dans la Nièvre et propriété du conseil départemental de la Nièvre depuis 1986.
Le site comprend trois circuits, la piste Grand Prix, la piste Club et la piste de karting, ainsi que des infrastructures d'accueil, des salles de réception et de conférence. En plus de sa vocation purement sportive (organisation de manifestations diverses, gestion de ses infrastructures destinées aux sports mécaniques), le circuit a également pour activité la gestion d'équipements permettant l'organisation de réunions d'entreprises, de séminaires ou congrès.
Le Grand Prix de France de Formule 1 s'y est couru de 1991 à 2008.

## Historique
Créé en 1959 par Jean Bernigaud, maire de Magny-Cours et propriétaire du terrain, le premier circuit est une piste de karting de 510 m de long. Le circuit Jean-Behra — de 2 000 m de long et nommé en hommage au pilote français Jean Behra (mort en 1959) — est inauguré en 1961. 
En septembre 1986, sous l'impulsion de François Mitterrand, le conseil général de la Nièvre achète le circuit de 3 850 m à la famille Bernigaud. Le nouveau tracé homologué pour la Formule 1 est réalisé en 1988. Le circuit est inauguré et obtient son homologation officielle en 1989. Le circuit reçoit, en 1990, un bail de cinq ans octroyé par la FISA pour l'organisation du Grand Prix automobile de France de Formule 1. Magny-Cours remplace, en 1991, pour les épreuves françaises de Formule 1, le  Circuit Paul-Ricard du Castellet. Le premier Grand Prix automobile de France de Formule 1 a lieu le 7 juillet 1991 ; Nigel Mansell s'impose devant Alain Prost. 
En 1991 et 1992, le circuit accueille une manche du Championnat du monde des voitures de sport (dernières éditions de ce championnat mondial, alors quadragénaire), lors des 430 km de Magny-Cours (vainqueurs Keke Rosberg et Yannick Dalmas sur Peugeot 905, en 1991), puis lors des 500 km de Magny-Cours (vainqueurs Mauro Baldi et Philippe Alliot, également sur Peugeot 905, en 1992). En 1992, le tracé de la piste en sortie de l'épingle d'Adélaïde est modifié.
En 1994, la nouvelle piste de karting est inaugurée puis, en 2000, la piste Club est créée. De 2000 à 2014, le Bol d'or a eu lieu sur le circuit.
En 2003, le tracé de la piste Grand Prix est modifié : le virage Château d'eau, auparavant régulier, devient un angle droit qui s'ouvre en courbe. L'ancienne chicane du Lycée, qui précédait l'entrée des stands alors située à la fin de la descente suivant Château d'eau, est supprimée pour être remplacée par une section plus complexe, comprenant une longue courbe à gauche, un virage à droite à 90° au bout de la descente, une courte section droite menant à l'entrée des stands, et une chicane droite-gauche qui ramène sur la grille de départ. Le circuit accueille cette année-là pour la première fois la manche française du championnat du monde de Superbike.

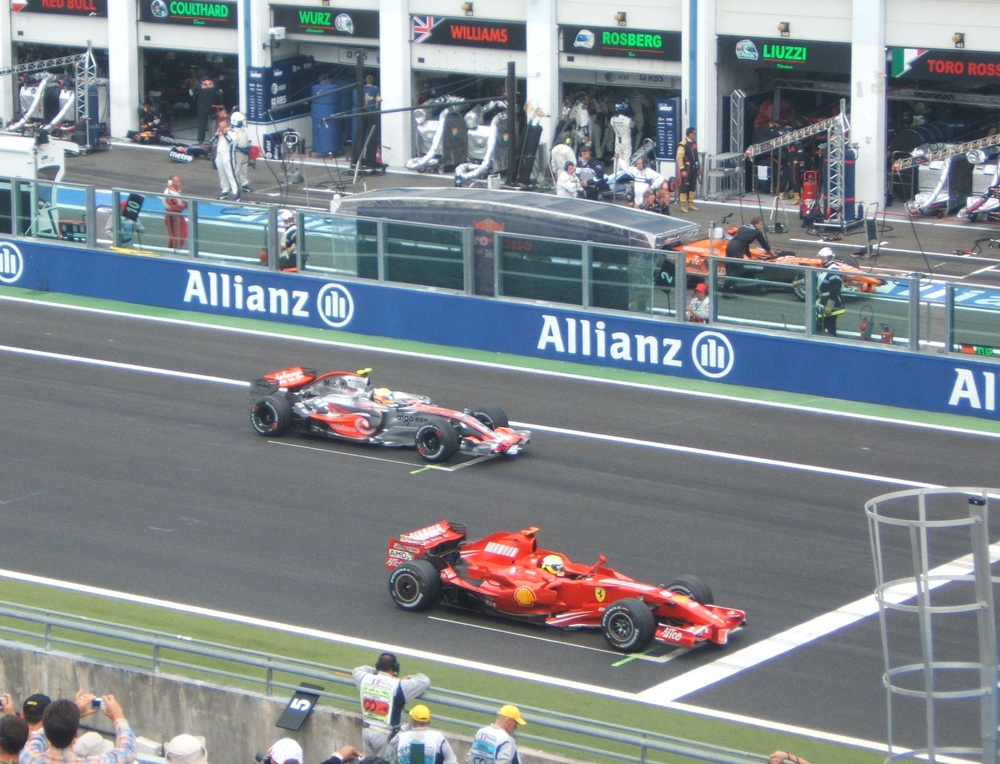
Felipe Massa et Lewis Hamilton en première ligne en 2007.

En 2004, la Fédération française du sport automobile devient le promoteur et l'organisateur du Grand Prix de France.  
En 2005, le circuit étant en proie à des soucis financiers, le conseil général de la Nièvre finance le projet, pour permettre au circuit de continuer à recevoir le Grand Prix de France. Le Grand Prix 2007 se tient le 1er juillet mais le Comité directeur de la Fédération française du sport automobile décide à l'unanimité de suspendre l'inscription du Grand Prix de France au calendrier 2008, jugeant que les conditions de réussite ne sont pas toutes réunies. À la suite d'une réunion entre le Premier ministre français François Fillon et Bernie Ecclestone, le 24 juillet 2007, à Paris, il est convenu de maintenir le Grand Prix à Magny-Cours pour 2008 et 2009. Le 15 octobre 2008, la FFSA annonce qu'elle renonce à son rôle de promoteur du Grand Prix de France de Formule 1. En 2009, pour la première fois depuis la création du championnat du monde de Formule 1, il n'y a pas d'épreuve française au calendrier. Faute de promoteur, le Grand Prix de France de Formule 1 disparaît du calendrier durant neuf ans ; il est reprogrammé en 2018, sur le circuit Paul-Ricard au Castellet (Var).
Depuis la disparition du Grand Prix de France à Magny-Cours, le circuit a entrepris de nombreux changements. Le prolongement, en octobre 2010, de l'autoroute A77 permet désormais un accès direct au circuit. Le circuit redevient bénéficiaire en 2011.
En septembre 2012, la Formule 1 revient à Magny-Cours pour trois jours d'essais de jeunes pilotes avec les écuries Scuderia Ferrari, Mercedes Grand Prix et Force India. En 2014, d'importants travaux de modernisation du bâtiment principal sont engagés (boxes, loges et espaces VIP) et des discussions menées pour organiser le Grand Prix de France à partir de 2015 ou 2016,,.

## Palmarès des GP de Formule 1 disputés sur le circuit
| Année | Vainqueur             | Écurie                 |
| ----- | --------------------- | ---------------------- |
| 1991  | Nigel Mansell         | Williams-Renault       |
| 1992  | Nigel Mansell         | Williams-Renault       |
| 1993  | Alain Prost           | Williams-Renault       |
| 1994  | Michael Schumacher    | Benetton-Ford Cosworth |
| 1995  | Michael Schumacher    | Benetton-Renault       |
| 1996  | Damon Hill            | Williams-Renault       |
| 1997  | Michael Schumacher    | Ferrari                |
| 1998  | Michael Schumacher    | Ferrari                |
| 1999  | Heinz-Harald Frentzen | Jordan-Mugen-Honda     |
| 2000  | David Coulthard       | McLaren-Mercedes       |
| 2001  | Michael Schumacher    | Ferrari                |
| 2002  | Michael Schumacher    | Ferrari                |
| 2003  | Ralf Schumacher       | Williams-BMW           |
| 2004  | Michael Schumacher    | Ferrari                |
| 2005  | Fernando Alonso       | Renault                |
| 2006  | Michael Schumacher    | Ferrari                |
| 2007  | Kimi Räikkönen        | Ferrari                |
| 2008  | Felipe Massa          | Ferrari                |

## Moments forts du GP de France à Magny-Cours
- En 1991, Nigel Mansell remporte la première édition du Grand Prix de France disputée à Magny-Cours devant Alain Prost qui signait là l'une de ses plus belles courses de la saison.
- En 1993, Alain Prost remporte son sixième et dernier Grand Prix de France. Il est également le seul pilote français à s'être imposé à Magny-Cours.
- En 1996, quelques jours après l'annonce du retrait de Renault de la Formule 1 à la fin du championnat du monde 1997, les quatre monoplaces motorisées par le constructeur français terminent aux quatre premières places du Grand Prix de France (Damon Hill s'imposant devant Jacques Villeneuve, Jean Alesi et Gerhard Berger).
- En 1999, Heinz-Harald Frentzen remporte le Grand Prix disputé sous une pluie battante et animé de nombreux dépassements en course. Le pilote allemand s'imposait grâce à une stratégie risquée à un seul arrêt aux stands, devant le champion du monde Mika Häkkinen (qui partait de la quatorzième position sur la grille de départ) et le poleman surprise Rubens Barrichello.
- En 2002, Michael Schumacher y assure son cinquième titre de Champion du monde. Jamais un pilote n'avait été sacré aussi tôt dans une saison.
- L'édition 2006 marquait le centenaire du Grand Prix de France, devenant ainsi la première course à célébrer cet anniversaire. Le centenaire est marqué par un concert de Roger Waters donné le vendredi soir sur la pelouse de la piste Club[7].

## Installations

### Pistes

#### Piste Grand Prix

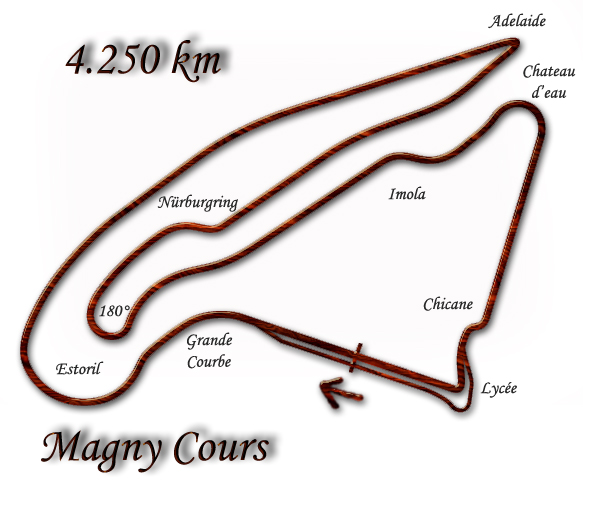
Tracé du circuit de 1992 à 2002.

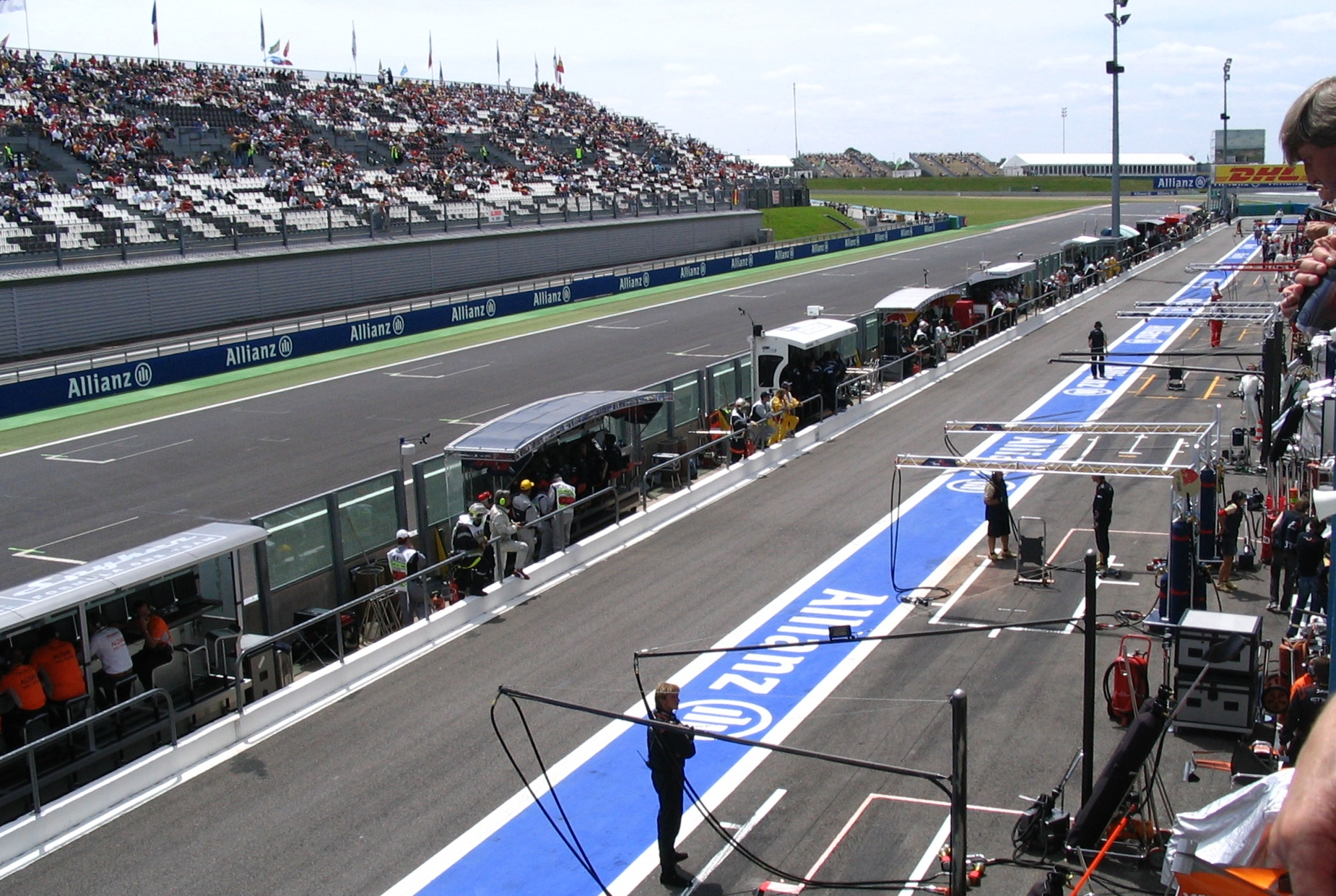
Grille de départ et voie des stands. Ici lors du GP de France 2007.

Aujourd'hui long de 4 411 m, le circuit de Magny-Cours reprend des virages existant sur d'autres circuits de Formule 1, ce qui en fait une piste très technique et très complète. La piste présente un dénivelé d'une trentaine de mètres avec une zone en descente suivant la ligne de départ dans la Grande courbe jusqu'à la cuvette d'Estoril, suivie d'une longue remontée jusqu'à l'épingle d'Adelaide, un plateau jusqu'à Château d'eau qui est suivi d'une descente jusqu'à la zone du Lycée qui ramène au départ.
La piste, qui a accueilli les manches françaises du championnat du monde de Formule 1, de Formule 3000 et GP2 de 1991 à 2008, accueille tout au long de l'année différentes manifestations sportives, des essais de grandes équipes françaises ou étrangères, des clubs de prestige ou encore des stages de pilotage. Ouverte à tous ou en exclusivité selon les souhaits des clients, elle permet de faire du roulage chronométré, dispose de 48 box de 50 m2, d'une voie des stands élargie en 2010 et de parkings. Vingt-quatre caméras de surveillance permettent au personnel de piste et au personnel médical de pouvoir intervenir dans des conditions de sécurité optimales.

#### Piste Club
Construite en 2003 pour répondre à une forte augmentation de la demande de location des écoles de pilotage, elle permet d'organiser les stages d'initiation et de perfectionnement en monoplaces, berlines ou motos.
D'une longueur de 2 530 m pour une largeur atteignant 10 m, son tracé, bénéficiant d'une ligne droite de 700 m, se caractérise par l'absence de murets et de rails de sécurité. La piste peut être arrosée pour permettre des essais sur piste mouillée. Elle dispose de ses propres équipements techniques (stands chauffés, salle de briefing, vestiaires et espace restauration).

#### Piste de karting
Longue de 1 110 m et large de 8 m, la piste sécurisée propose un ensemble d'équipements pour réaliser des challenges de karting, endurance ou vitesse, et est éclairée pour des animations nocturnes. Le circuit propose au grand public des karts à la location allant de 10 à 22 ch. La piste dispose également d'équipement techniques dédiés : salle de briefing vidéo, système de chronométrage électronique et espaces de réception.

### Autres installations sur le site
Le circuit, dans le cadre de ses activités extra-sportives, dispose d'équipements pour l'organisation de réunions d'entreprises, de séminaires ou congrès. Une cinquantaine de loges de 32 à 128 m2, situées au-dessus des stands, proposent des services de restauration, hôtesses, gardiennage, identification de la marque et décoration personnalisée et permettent de recevoir des clients, partenaires ou collaborateurs
La salle de conférence Ayrton Senna, utilisée pour les briefings des pilotes lors des courses, peut accueillir jusqu'à deux cents personnes. Située au-dessus du podium, elle offre une vue sur la ligne de départ. 
Le Visiocenter est un amphithéâtre de 300 places doté d'un système de projection haute définition équipé pour les vidéoconférences et les transmissions de spectacles par satellite.
L’Institut supérieur de l'automobile et des transports dispose d'un campus sur le site.
Le circuit abrite également un musée, le Conservatoire de la monoplace française inauguré en 2015.

## Fonctionnement actuel du circuit

### Activités du circuit
De nombreuses épreuves automobiles sont organisées chaque année sur la piste GP : 
- Ayari Track Expérience
- Rallye de Paris
- Roscar
- Tour Auto
- Classic Days
- GT Days
- Fun Cup
- Rencontres Peugeot Sport
- Club Porsche de France
- GT Tour (Championnat de France GT)
- Porsche Carrera Cup
- F4
- Audi Endurance Expérience
- Grand Prix de France historique
- Série FFSA V de V
- Lamera Cup
- Championnat de France de Formule Ford

Magny-Cours reçoit l'épreuve française du championnat du monde de Superbike ainsi que deux autres épreuves de niveau national, la coupe de France Promosport et le championnat de France Superbike.
Le cyclisme fait également quelques apparitions avec le départ de la cyclosportive La Look en 2011 puis l'arrivée d'une étape de Paris-Nice 2014 et le départ de la troisième étape du Paris-Nice 2025.
Le 4 juin 2023, Magny-Cours accueille le Merguez Tuning Show, un rassemblement automobile organisé par les vidéastes de la chaîne Vilebrequin. L’événement rassemble 50 000 personnes.

### Fréquentation
Bien que n'accueillant plus de Grand Prix de Formule 1, la fréquentation totale est estimée à 400 000 visiteurs en 2009.
- 88 000 personnes ont fréquenté les pistes hors épreuves.
- 26 300 visiteurs au karting sur 320 jours.
- 5 000 personnes ont participé à des séminaires sur le site.
- 150 journées de stages en Formule 1, Formule 3, Porsche et Fun Boost.
- 138 journées moto.
- 423 journées de roulage d'équipes professionnelles auto ou moto.

## Records du circuit actuel
| Catégorie                | Temps          | Pilote                    | Voiture                    | Année      |
| Monoplaces               | Monoplaces     | Monoplaces                | Monoplaces                 | Monoplaces |
| ------------------------ | -------------- | ------------------------- | -------------------------- | ---------- |
| Formule 1                | 1 min 13 s 698 | Fernando Alonso           | Renault R24                | 2004       |
| GP2                      | 1 min 21 s 831 | Timo Glock                | Dallara GP2/05 Mecachrome  | 2007       |
| Formule Renault 3.5      | 1 min 25 s 831 | Clivio Piccione           | Dallara ? Renault          | 2007       |
| Superleague Formula      | 1 min 27 s 029 | Craig Dolby               | Panoz DP09 Menard (en)     | 2010       |
| Formule Nissan           | 1 min 28 s 140 | Bruce Jouanny             | Dallara SN01 Nissan        | 2003       |
| Formule 3000             | 1 min 28 s 888 | Giorgio Pantano           | Lola B02/50 Zytek-Judd     | 2003       |
| Formule 3                | 1 min 34 s 116 | Nico Rosberg              | Dallara F303 Opel          | 2004       |
| Formule Renault 2.0      | 1 min 37 s 373 | Jules Bianchi             | Tatuus FR2000 Renault      | 2007       |
| Formule Campus           | 1 min 54 s 106 | Laurent Groppi            | Mygale Renault             | 2003       |
| Grand Tourisme           |                |                           |                            |            |
| GT3                      | 1 min 35 s 469 | Simon Gachet              | Audi R8 LMS                | 2020       |
| GT1                      | 1 min 36 s 174 | Lechner / Seiler / Konrad | Saleen S7-R Ford           | 2004       |
| Carrera Cup              | 1 min 42 s 470 | Kévin Estre               | Porsche 997                | 2009       |
| Ferrari Challenge 360    | 1 min 45 s 155 | Jean-Philippe Belloc      | Ferrari 360 Modena         | 2003       |
| Eurocup Mégane Trophy    | 1 min 45 s 207 | Nick Catsburg             | Renault Mégane Trophy      | 2010       |
| Tourisme                 |                |                           |                            |            |
| Silhouette               | 1 min 47 s 265 | Christophe Bouchut        | Seat Córdoba               | 2003       |
| Super 2000               | 1 min 49 s 306 | Gabriele Tarquini         | SEAT León                  | 2006       |
| TC                       | 1 min 50 s 192 | Steven Palette            | BMW M2 CS Racing           | 2021       |
| Moto                     |                |                           |                            |            |
| Catégorie                | Temps          | Pilote                    | Moto                       | Année      |
| Superbike                | 1 min 35 s 683 | Jonathan Rea              | Kawasaki ZX-10R            | 2021       |
| Endurance moto           | 1 min 39 s 470 | Vincent Philippe          | Suzuki GSX-R1000           | 2011       |
| Camions                  |                |                           |                            |            |
| Catégorie                | Temps          | Pilote                    | Camion                     | Année      |
| Trucks                   | 2 min 16 s 847 | Yvan Gaillard             | Freightliner LLC           | 2010       |
| Karting                  |                |                           |                            |            |
| Catégorie                | Temps          | Pilote                    | Kart                       | Année      |
| Superkart 250            | 1 min 39 s 861 | Gavin Bennett             | Anderson FPE               | 2009       |
| Course à pied            |                |                           |                            |            |
| Course                   | Temps          | Coureur                   | Club                       | Année      |
| Le Lap - Nevers Marathon | 13 min 44 s    | Tommy Charlot             | Entente Chalon/Saône Athl. | 2023       |